# Henning Thomsen
Henning Thomsen (geboren 11. Juli 1905 in Berlin; gestorben 31. Dezember 1972 in Bonn-Bad Godesberg) war ein deutscher Diplomat in der Zeit des Nationalsozialismus und in der Bundesrepublik Deutschland.

## Leben
Thomsens Vater war der Landwirt und Reichstagsabgeordnete Richard Thomsen, seine Mutter hieß Emma Arnold. Henning studierte Volkswirtschaftslehre, Rechtswissenschaften und Landwirtschaft, legte 1930 die Diplomprüfung für Landwirte ab und begann sein Berufsleben als Referent der Deutschen Gesellschaft für Völkerbundsfragen. 1934 wurde er als Attaché in den diplomatischen Dienst übernommen. Er legte 1936 die diplomatisch-konsularische Prüfung ab und wurde seit Oktober 1938 zunächst bei der Gesandtschaft in Oslo eingesetzt. Thomsen wurde am 4. Juli 1938 Legationssekretär. Er war seit 1. August 1937 Mitglied der NSDAP und seit 28. Juni 1933 Mitglied der Reiter-SS. 1938 wechselte er als Gesandtschaftsrat nach Dublin zum Gesandten Eduard Hempel und erlebte dort den Ausbruch des Zweiten Weltkriegs. 1942 wurde er in Dublin Gesandtschaftsrat. Die Republik Irland war im Zweiten Weltkrieg neutral und hielt die diplomatischen Beziehungen bis zum 10. Mai 1945 aufrecht. In Irland gab es eine sehr aktive Gruppe der NSDAP-Auslandsorganisation, die auch in Agententätigkeiten einbezogen war, die in der Botschaft vom Presseattaché Carl-Heinz Petersen und von Thomsen organisiert wurden. Der aus Deutschland nach Dublin geflüchtete Linguist Ernst Lewy fürchtete weniger den nationalsozialistischen Botschafter Hempel als dessen Sekretär Thomsen, den er für einen Spitzel der Gestapo hielt.
Der irische Premier Éamon de Valera gewährte den Gesandtschaftsangehörigen nach Kriegsende Asyl, obschon die Alliierten ihre Auslieferung verlangten, und Thomsen „trat in ein Bauunternehmen ein“. Er entging der Internierung, da er erst im April 1951 nach Deutschland zurückkehrte. Er wurde im Juni 1952 wieder in den Auswärtigen Dienst der Bundesrepublik Deutschland übernommen und bis Ende 1953 in Lima eingesetzt. Nach einer Tätigkeit in der Politischen Abteilung in Bonn war er seit 1956 in Teheran tätig, wo er 1961 zum Botschaftsrat ernannt wurde. 1960 wurde Thomsen zum ersten deutschen Botschafter im nun unabhängigen Kamerun ernannt.  Von Ende 1964 bis Mai 1970 war er Botschafter in Reykjavík und folgte dort auf Hans-Richard Hirschfeld. 1970 wurde er in den Ruhestand versetzt.
Dass seine Tätigkeit in der deutschen Botschaft in Dublin während der nationalsozialistischen Unrechtsherrschaft nicht vergessen war, bewies die kalte Schulter, die ihm der irische Botschafter William Warnock in Bonn zeigte, als er ihn trotz seines Protestes nicht zu einem Empfang einlud.
Thomsen war in erster Ehe seit Oktober 1936 mit Hiltrud Wernher von Eggeling, Tochter von Wilhelm Wernher und Adoptivtochter von Bernhard von Eggeling, und in zweiter Ehe seit März 1970 mit Angela Rinkler, verw. de Cerro Cebrian, verheiratet. Er hat aus erster Ehe eine Tochter.

## Ehrungen
Am 4. Februar 1969 erhielt Henning Thomsen das Bundesverdienstkreuz 1. Klasse.